# Next Made in France
 (janvier 2020).
Si vous disposez d'ouvrages ou d'articles de référence ou si vous connaissez des sites web de qualité traitant du thème abordé ici, merci de compléter l'article en donnant les références utiles à sa vérifiabilité et en les liant à la section « Notes et références ».
Next Made in France est une émission de téléréalité française dérivée de son homologue américain produite par Christophe Dechavanne par l'intermédiaire de sa société de production Coyote et diffusée entre 2007 et 2009 sur Virgin 17. 
En 2009, à la suite de l'arrêt de la chaine Virgin 17, l'émission n'est plus diffusée.
Avec les années, l'émission a connu une seconde popularité sur la plateforme YouTube.

## Principe de l'émission
Dans chaque épisode, un garçon ou une fille a rendez-vous avec cinq candidat(e)s sur la base du concept de speed dating. Si la plupart du temps les candidats sont hétérosexuels, certains épisodes mettent en scène des compétiteurs homosexuels et parfois bisexuels. Dans la version française les prétendants sont payés en euros. La voix off est exactement la même que dans la version originale doublée en français. Il y a eu des rencontres avec des célébrités telles que Doc Gynéco ou Marjolaine Bui, ainsi que Jeremstar.